# Höksångare
Höksångare (Curruca nisoria) är en tätting som tillhör familjen sylvior. Den är relativt stor och kraftig med karakteristiskt gult öga och arttypiskt hökliknande tvärbandning undertill, därav namnet. Fågeln häckar i östra Europa och västra Asien i igenväxande buskmarker. Vintertid flyttar den till Östafrika. IUCN kategoriserar den som livskraftig, dock är den hotad i vissa randområden, som i Sverige.

## Utseende och läte
Höksångaren är en stor och kraftigt byggd sångare, 15,5–17 cm lång, med ett vingspann på 26–29 cm och en vikt på 28–32 gram.[källa behövs] Namnet kommer av att höksångarens utseende vagt påminner om en hök, med en mestadels blygrå ovansida, ett gult öga och en undersida som är kraftig tvärvattrad i grått mot vit botten. Hanen och honan har liknande dräkt, men hanen är mörkare grå på ovansidan och mer hökvattrad på undersidan än honan som är bara svagt strimmig, och ögat är mer tydligt gult. Ungfåglarna saknar de adulta fåglarnas skarpa vattring och är mer jämnfärgat ljusgrå samt har en mörk iris. 

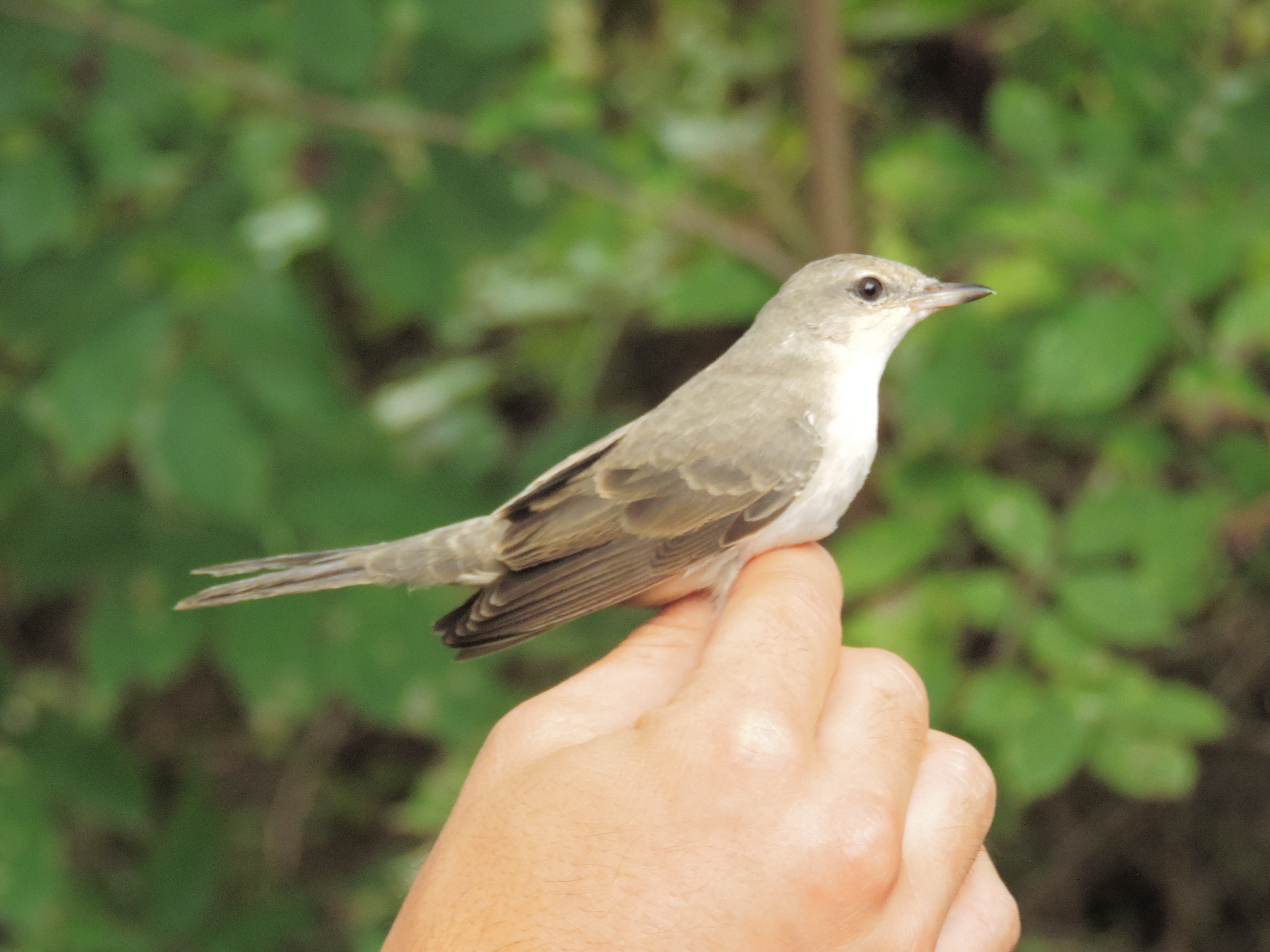
Ungfågel.

Dess lock/orosläte är ett typiskt ljudligt smattrande som sedan avstannar på slutet, "trrrr-´t´t-´t". Man kan jämföra lätet med en upprörd gråsparv. Sången är ett tjattrande med många klara toner som hos koltrasten. Sången kan förväxlas med trädgårdssångarens, men är nästan alltid hårdare, raspigare och har en något högre tonhöjd. Fler ljusa visselljud är invävda i stroferna.

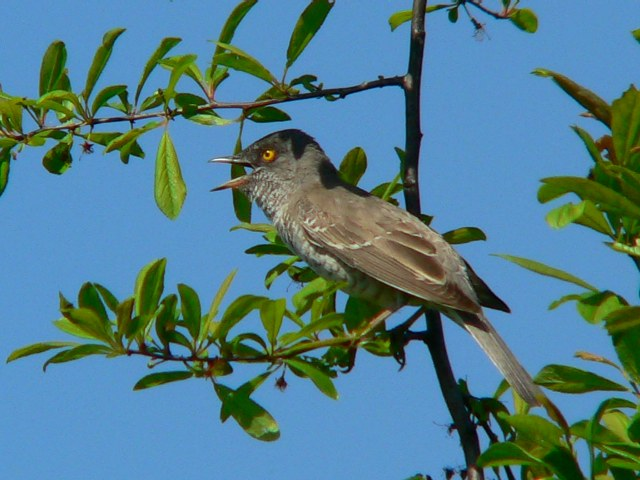

## Utbredning och systematik
Höksångaren häckar i stora delar av östra Europa och tempererade regioner i Asien. Den är en flyttfågel som övervintrar i östra Afrika. Tongivande internationella taxonomiska auktoriteterna IOC och Clements m.fl. delar upp höksångaren i två underarter med följande utbredning:
- nisoria, västlig höksångare[6] – häckar i södra Skandinavien och Europa österut till Uralbergen
- merzbacheri – häckar i västra Sibirien till norra Iran, Afghanistan och västra Kina

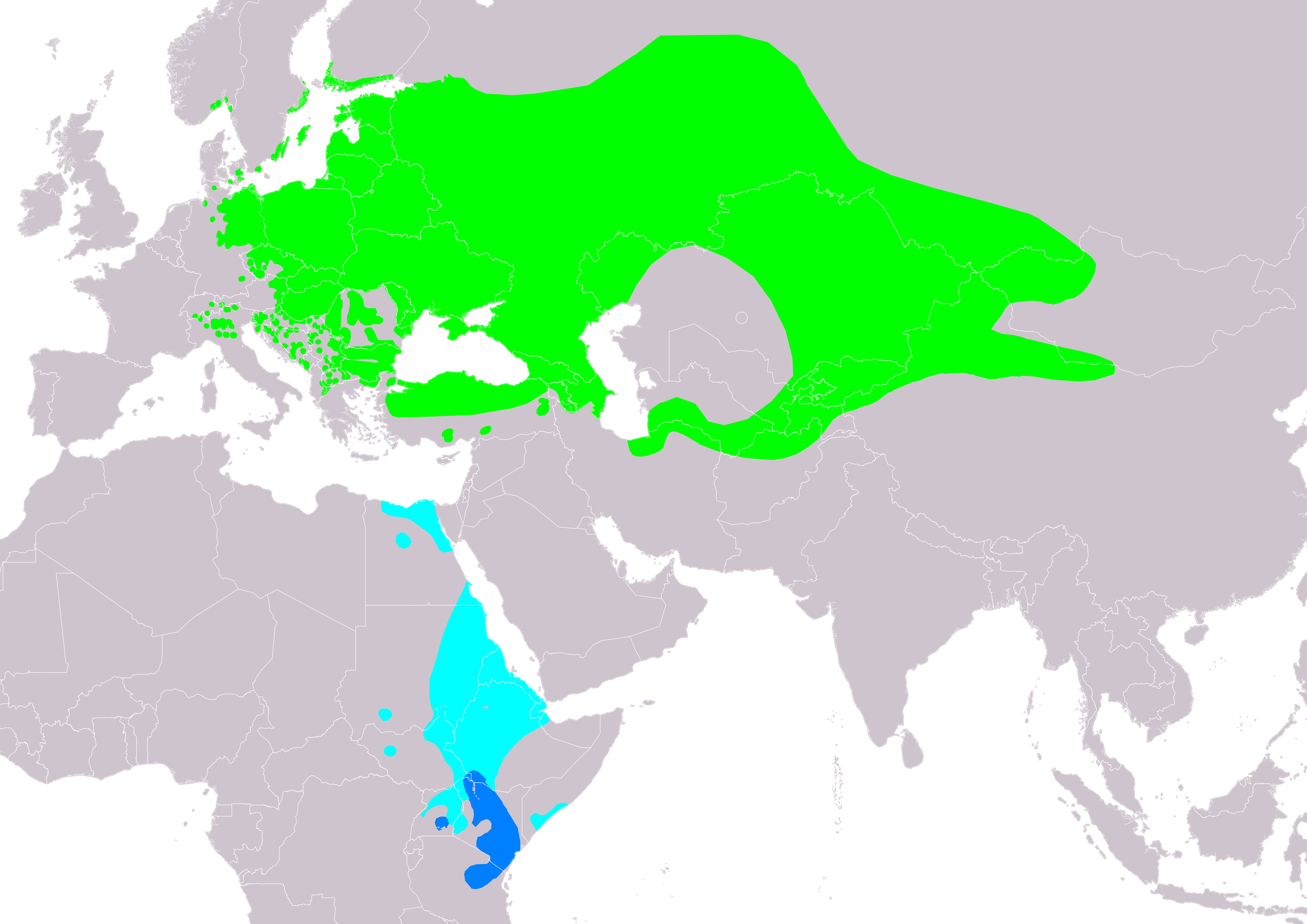
Höksångarens utbredningsområde.

I verket Handbook of Western Palearctic Birds (Shirihai & Svensson 2018) föreslås istället att den bör behandlas som monotypisk, det vill säga att den inte delas in i några underarter.

### Förekomst i Sverige
Sverige ligger på gränsen av höksångarens utbredning. Den förekommer sparsamt, främst i kustnära områden, och särskilt på Öland och Gotland. Lokalt kan den förekomma tätt, vilket tillsammans med att den är diskret och svårinventerad gör att den kan vara förbisedd. Utanför kärnområdet är förekomsten mer fläckvis, men den förekommer lokalt och varierande med enstaka häckande par i skärgårdsmiljöer i östra Blekinge och östra Småland samt på skärgårdsöar i Södermanland och Uppland. De flesta höksångarna i Sverige startar höststräcket i augusti och återkommer sedan i maj till juni, där hanarna anländer före honorna.

### Släktestillhörighet
Arten placeras traditionellt i släktet Sylvia. Genetiska studier visar dock att Sylvia består av två klader som skildes åt för hela 15 miljoner år sedan. Sedan 2020 delar BirdLife Sverige och tongivande internationella auktoriteten International Ornithological Congress (IOC) därför upp Sylvia i två skilda släkten, varvid höksångaren förs till Curruca. Även eBird/Clements följde efter 2021.

## Ekologi
Höksångare är en successionsart som gärna häckar i igenväxande miljöer som högvuxen buskmark med spridda träd i öppen terräng, eller buskrika gläntor i öppen skogsmark. Höksångaren är en skygg och diskret fågel och under häckningssäsongen lägger man lättast märke till dess läte. I häckningsmiljön förekommer den ofta tillsammans med törnskata vilket visats minska bopredationen för båda arterna och bidra till ökad häckningsframgång. Som de flesta sångare äter den insekter, men kan också äta bär och frukt. Höksångaren blir könsmogen efter ett år. Den bygger ett bo av gräs, rötter, hår och strån, som oftast placeras en liten bit över marken och gömt i buskar. Honan lägger tre till sju ägg. Äggen ruvas i 14–15 dygn under den huvudsakliga häckningsperioden i maj till juli. Ungfåglarna är kvar i boet i 14–16 dygn.

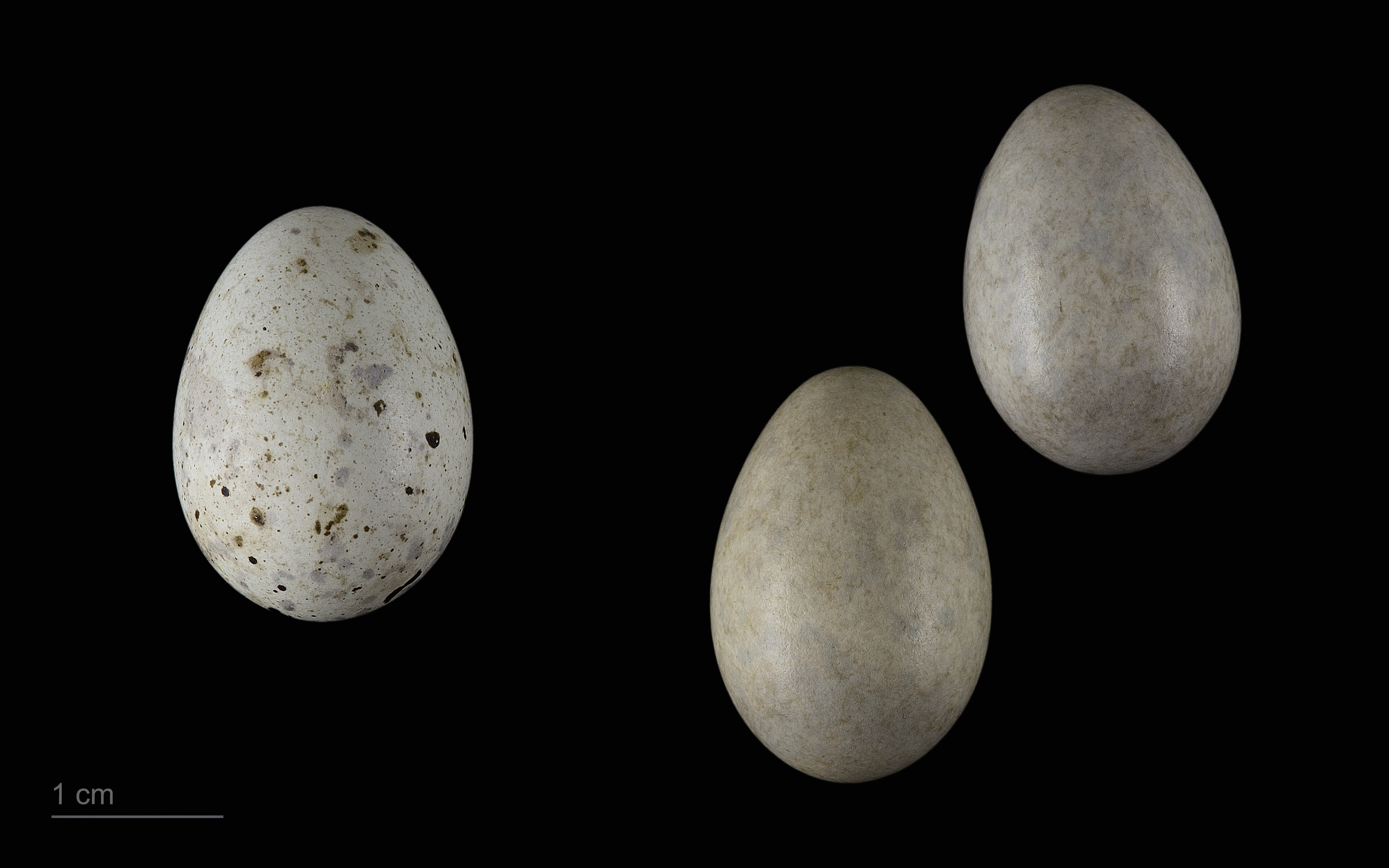
Ägg från gök och höksångare.

### Ruggning
Vanligen ruggar tättingar alla ving- och stjärtpennor antingen efter avslutad häckning på häckningskvarteren, eller efter det att flyttningen till vinterkvarteren skett. Hos höksångaren delas istället ruggningen upp så att delar av vingens pennor ruggas på häckningskvarteren och andra på vinterkvarteren, en ruggningsstrategi som kallas 'split moult' på engelska.

## Höksångare och människan

### Status och hot
Höksångarens världspopulation anses inte hotad och den placeras därför i kategorin livskraftig (LC) av internationella naturvårdsunionen IUCN. Det globala beståndet tros vara i ökande och uppskattas preliminärt till mellan 2,3 och 4,22 miljoner vuxna individer.
Vissa populationer är dock hotade, exempelvis den svenska som kategoriseras som sårbar (VU) av ArtDatabanken. Antalet reproduktiva individer uppskattas till mellan 600 och 900, och den tros ha minskat relativt kraftigt de senare tio åren, med mellan 30 och 70 %. Det största hotet mot arten i Sverige är igenväxning av gamla naturbetesmarker i kustområdena samt på Öland och Gotland. Ett annat hot är okänslig röjning av buskmarker.

### Namn
Förr har den även kallats för hökfärgad sångare. Det vetenskapliga artnamnet nisoria betyder just "hökliknande", efter latinska namnet Nisus på sparvhöken.